# Illertissen
Illertissen is een plaats in de Duitse deelstaat Beieren, gelegen in het Landkreis Neu-Ulm. De stad telt 17.559 inwoners.

## Geografie
Illertissen heeft een oppervlakte van 36,45 km² en ligt in het zuiden van Duitsland.

## Geschiedenis
- zie heerlijkheid Illertissen

## Partnersteden
- Carnac (Frankrijk)
- Loket (Tsjechië)

Altenstadt ·
Bellenberg ·
Buch ·
Elchingen ·
Holzheim ·
Illertissen ·
Kellmünz a.d.Iller ·
Nersingen ·
Neu-Ulm ·
Oberroth ·
Osterberg ·
Pfaffenhofen a.d.Roth ·
Roggenburg ·
Senden ·
Unterroth ·
Vöhringen ·
Weißenhorn